# Strichelschwirl

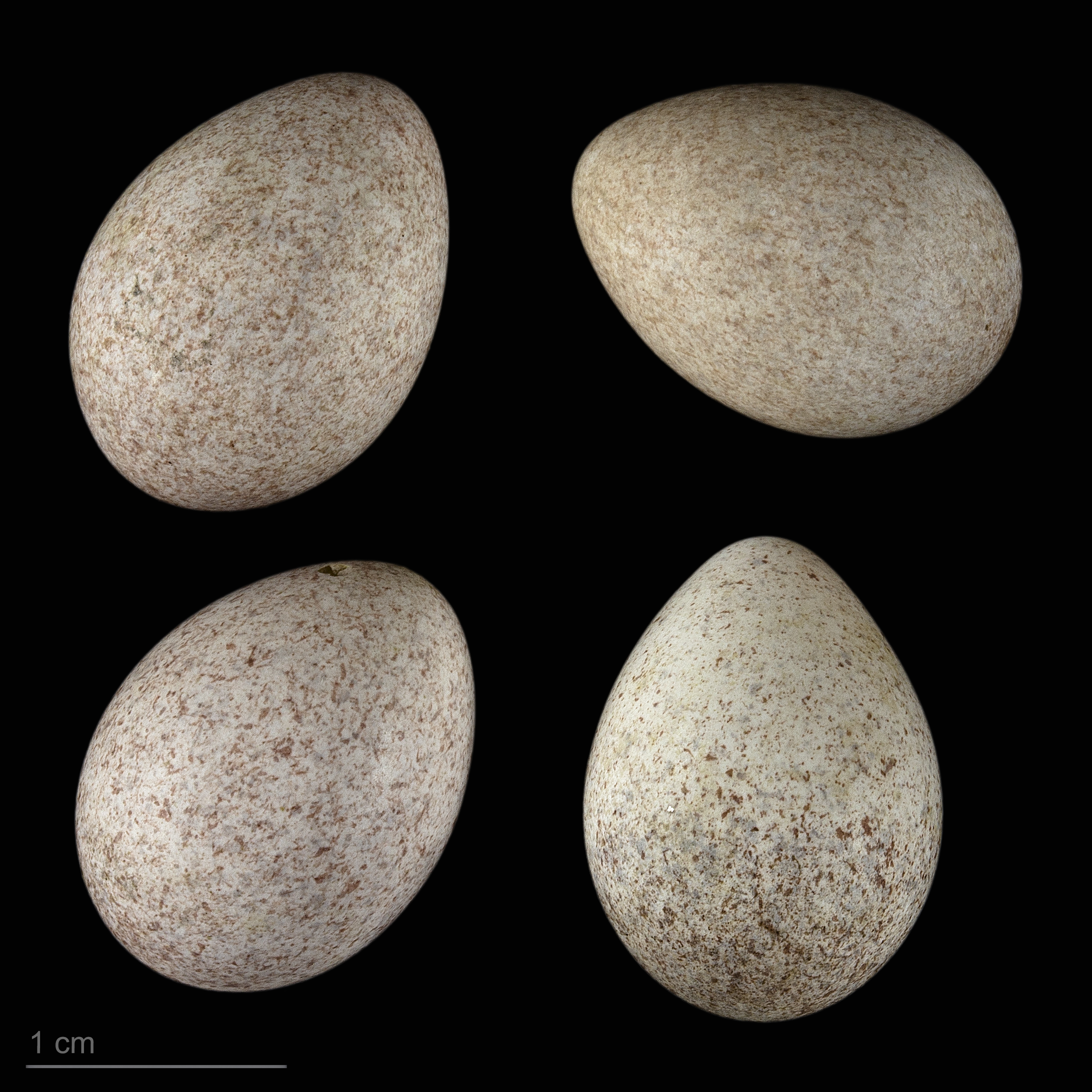
Locustella lanceolata, Sammlung Museum von Toulouse

Der Strichelschwirl (Locustella lanceolata) ist ein zur Familie der Schwirlverwandten (Locustellidae) gehörender Singvogel. Es werden zwei Unterarten unterschieden.
Der vom Nordosten Europas bis Japan vorkommende Strichelschwirl ist in Mitteleuropa ein sehr seltener Irrgast. Individuen dieser Art wurden im Zeitraum zwischen 1988 und 2002 fünf Mal in Belgien und jeweils einmal in den Niederlanden und auf Helgoland beobachtet.

## Merkmale
Der 11,5–12,5 cm lange Strichelschwirl ist ein kurzhalsiger und kurzschwänziger Vogel mit mattbraunem Gefieder, das oberseits schwarz gestreift und unterseits schwarz gestrichelt ist. Männchen und Weibchen sind gleich gefärbt.

## Verbreitung und Lebensraum

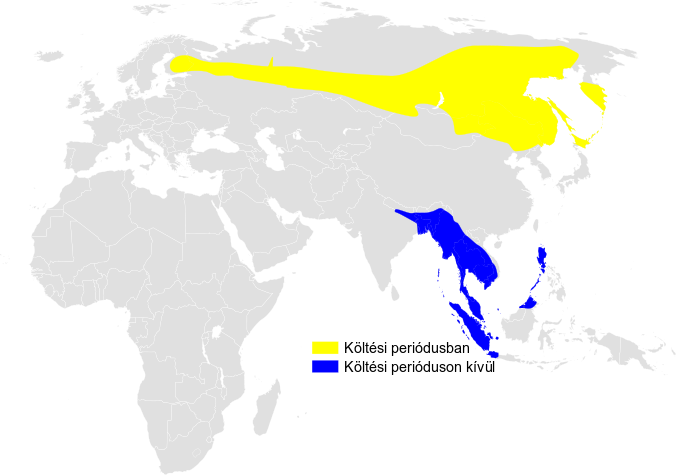
Verbreitungsgebiet des Strichelschwirls: Brutgebiete (gelb), Überwinterungsgebiete (blau)

Das Brutgebiet reicht von Nordosteuropa über die nordasiatische Taiga bis auf die japanische Insel Hokkaidō. Die Nominatform Locustella lanceolata lanceolata kommt von Nordosten Europas bis nach Kamtschatka vor. Die Unterart L. l. hendersoni ist von Sachalin bis Japan verbreitet. Der Strichelschwirl ist ein Langstreckenzieher, dessen wichtigste Überwinterquartiere sich in Südostasien bis in den Westen von Java und Bangladesch erstrecken. Brutvögel Westsibiriens ziehen zunächst 5000 Kilometer in östlicher Richtung und migrieren dann über Ostchina weitere 4000 bis 6000 Kilometer in Richtung Süden. Der Wegzug in die Überwinterungsquartiere beginnt Mitte August. Nach Westsibirien kehren sie im Zeitraum Mitte Mai bis Anfang Juni zurück. Der europäische Brutvogelbestand wird auf 50.000 bis 100.000 Brutpaare geschätzt. Das dürfte etwas weniger als fünf Prozent des Weltbestands ausmachen.
Der Strichelschwirl lebt in dichtem Busch- und Grasland in Wassernähe. Häufiger als der Streifenschwirl ist er auch in trockenen Gelände anzutreffen. In ihren Überwinterungsquartieren sind sie häufig auch in Reisfeldern zu beobachten.

## Verhalten
Dieser Insektenfresser bewegt sich versteckt im Gras und im tiefen Blätterwerk. In einem Nest in einem Grasbüschel werden fünf Eier bebrütet.